# Río Eume
El río Eume es un río del noroeste de la península ibérica que discurre por Galicia (España) y que desemboca en el océano Atlántico por la ría de Ares. Nace en la sierra del Gistral, en la parroquia de Montouto del municipio de Abadín, y atraviesa los municipios de Abadín, Germade, Muras, Puentes de García Rodríguez, Monfero, Capela y desemboca en Cabañas y Puentedeume.

## Etimología
El hidrónimo Eume según Isidoro Millán González-Pardo derivaría del término europeo pálido Ume, relacionado con el hidrónimo vasco Urumea, compuesto por el sustantivo umea, "niño, cautivo, pequeño", nombre que tiene sentido, porque el Eume recibe en otra zona de su recorrido el nombre de Río Pequeño. Se trataría por tanto de un nombre preindoeuropeo relacionado con las lenguas vascas y que podría estar relacionado con los nombres de los ríos Umia (Pontevedra),  Uma (afluente del Tea), Irimia (nacimiento del Río Miño en Lugo), Urumea (Navarra-País Vasco) y Umeälven (Suecia). Según E. Bascuas, el topónimo "Eume" derivaría del tema hidronímico paleoeuropeo *um-, derivado de la raíz indoeuropea *wegw- 'húmedo'. Tendría un significado similar a 'el que va con más agua, 'el más caudaloso'.
La otra posibilidad es que provenga de una raíz hidronímica prelatina celta galaica, ya indoeuropea *u̯h1-m (auga)̯̯ cfr. lat. ūmeō <*u̯h1-m-o, de reconocida presencia en la hidronimia gallega (Río Umia, Río Mao, Acea de Ama etc).

## Curso
Según la cartografía oficial, el río Eume se forma de la unión de dos ríos: Toxeiras y Lamoso. Ambos nacen a 920 m de altura, a los pies de la sierra del Gistral (1032 m), en su vertiente sureste, en el lugar de Veiga do Real. Oficialmente se denomina río Eume, una vez que se unen los dos ríos, a 760 m sobre el nivel del mar. En ese momento el Toxeiras, el más largo de los dos ríos, ya lleva recorrido 2250 m, por lo que se podría decir que el nacimiento de este río es, en realidad, el verdadero nacimiento del Eume. Su curso de 80 km pasa plácidamente por tierras de Lugo hasta que poco a poco, pasando por la ciudad de Puentes de García Rodríguez, se va encajonando en un profundo valle conocido como el cañón del Eume, parcialmente inundado por el embalse del Eume. Al acercarse a la desembocadura, el valle se abre para formar un amplio estuario que, con marea baja, forma una isla conocida como As Croas, de gran valor marisquero y ecológico. Finalmente, el río Eume desemboca en la ría de Ares, en el golfo Ártabro, entre los municipios de Puentedeume y Cabañas en La Coruña, de los cuales es su frontera natural.
A lo largo del caudal del río hay dos embalses, el de Ribeira y el del Eume, en su parte final y, dentro del parque natural de las Fragas del Eume, se encuentra el monasterio de Caaveiro y su maravilloso entorno de bosque autóctono.

## Protección
El 30 de junio de 1997, se creó el parque natural de las Fragas del Eume (Real Decreto 211/96 del 2 de mayo) con un área de 9126 ha. Ocupa tierras de los municipios de Cabañas, Capela, Monfero y Puentedeume.